# Cyrtopodiinae
Cyrtopodiinae es una subtribu de la subfamilia Epidendroideae perteneciente a la familia Orchidaceae. Su validez aún está en discusión.
Su nombre se deriva del género Cyrtopodium.
La subtribu incluye tres géneros y aproximadamente 90 especies de orquídeas epífitas.

## Taxonomía y filogenia
Tradicionalmente, en las subtribu Cyrtopodiinae se colocó tres géneros, pero recientemente la investigaciones de ADN realizadas por Mark Wayne Chase et al muestra que Galeandra es más afín a Catasetum que a Cyrtopodium. Mark Wayne Chase y otros, han puesto los tres géneros en su totalidad en Catasetinae y consideran esta subtribu superflua.

## Géneros
- Cyrtopodium
- Galeandra en Catasetinae
- Grobya en Catasetinae